# Expiació il·limitada
L'expiació il·limitada (de vegades anomenada expiació general o expiació universal) és una doctrina del protestantisme que normalment s'associa amb L'amiraldisme (calvinisme de quatre punts), així com l'arminianisme i altres tradicions no calvinistes. La doctrina afirma que Jesús va morir com una propiciació en benefici de tots els humans sense excepció. És una doctrina diferent d'altres elements dels Cinc punts del calvinisme i és contrària a la doctrina calvinista de l'expiació limitada.
Una qüestió doctrinal que divideix els cristians és la qüestió de l'abast de l'expiació. Aquesta pregunta sol ser la següent: "Va portar Crist només els pecats dels elegits a la creu, o la seva mort va expiar els pecats de tots els éssers humans?" Els que consideren aquesta visió llegeixen escriptures com Joan 3:16; 1 Tim 2:6; 1 Tim 4:10; Hebreus 2:9; 1 Jo 2:2 per dir que el Nou Testament ensenya l'expiació "il·limitada".